# قائمة زملاء الجمعية الملكية المنتخبين في 1880
هذه الصفحة تعرض قائمة زملاء الجمعية الملكية المُنتخبين لعام 1880.

## الزملاء
- Alexander Beresford Hope [الإنجليزية]‏
- Charles Niven [الإنجليزية]‏
- William A. Tilden [الإنجليزية]‏
- Frederick McCoy [الإنجليزية]‏
- Henry Francis Blanford [الإنجليزية]‏
- Thomas Baring, 1st Earl of Northbrook [الإنجليزية]‏
- هنري هورشم غودوين أوستن
- جون راي
- Charles Graves (bishop) [الإنجليزية]‏
- William Turner Thiselton-Dyer [الإنجليزية]‏
- كليفورد ألبوت
- William Dallinger [الإنجليزية]‏
- ديفيد إدوارد هيوز
- John Fletcher Moulton, Baron Moulton [الإنجليزية]‏